# Великий князь Финляндский
Великий князь Финляндский (швед. Storfurste av Finland, фин. Suomen suuriruhtinas) — титул, принадлежавший шведским монархам в 1580—1809 годах и российским императорам в 1809—1917 годах. Женский вариант — великая княжна Финляндская. Последнего титула удостоились всего две представительницы женского пола — Кристина Шведская и Ульрика Элеонора. Также ряд наследных принцев носили титул «великий князь Финляндский».
В настоящее время отсутствуют претенденты на титул «великий князь Финляндский», полностью потерявший свою актуальность.

## Финляндия в составе Швеции
Около 1580 года король Швеции Юхан III, в 1556—1563 годах князь Финляндский, включил титул великий князь Финляндский в титул шведских монархов. Официальное решение принято в 1581 году, хотя впервые титул был использован в 1577 году. Существует мнение, что введение титула связано с противоборством с царём Иваном Грозным, полный государев титул которого включал великокняжеские титулы ряда княжеств и областей. Усвоение Юханом III титула «великий князь» было обусловлено желанием подчеркнуть независимость Швеции как королевства, равнозначного царству, многонационального государства, в состав которого входили и другие земли: Финляндия, Карелия, Ингерманландия и Ливония, располагавшиеся на границе с Россией.
В течение последующих 140 лет титул был частью полного титула королей Швеции, за исключением Карла IX (1607—1611), в титуле которого финны упоминались в числе других народов, королём которых он являлся. Будучи формальным и второстепенным, он употреблялся лишь при перечислении всей титулатуры шведских монархов. Последней титул носила Ульрика Элеонора, отрёкшаяся от престола в 1720 году. Однако в 1802 году Густав IV Адольф присвоил его своему родившемуся сыну, принцу Карлу Густаву, умершему 3 года спустя.

## Финляндия в составе Российской империи
29 марта 1809 года в ходе русско-шведской войны на Боргоском сейме представители сословий Финляндии присягнули Александру I, провозгласившему ранее себя великим князем финляндским. После окончательного поражения Швеции в войне и подписания Фридрихсгамского мирного договора 17 сентября 1809 года на правах автономии, близкой к реальной унии, было образовано Великое княжество Финляндское в составе Российской империи.
Теперь у власти в Финляндии, по повелению великого князя, находился генерал-губернатор, официально возглавлявший Императорский финляндский сенат, состоящий из жителей Финляндии. Так титул великого князя получил реальное воплощение в соответствующей автономной территории.
6 декабря 1917 года Финляндию провозгласили независимым суверенным национальным государством, однако после окончания гражданской войны в Финляндии 9 октября 1918 года была предпринята попытка восстановления монархии, но она не увенчалась успехом, и 14 декабря монархия пала.